# Cyrtauchenius maculatus
Cyrtauchenius maculatus is een spinnensoort uit de familie Cyrtaucheniidae. De soort komt voor in Algerije.